# Naultinus manukanus
Naultinus manukanus är en ödleart som beskrevs av  Mccann 1955. Naultinus manukanus ingår i släktet Naultinus och familjen geckoödlor. IUCN kategoriserar arten globalt som otillräckligt studerad. Inga underarter finns listade i Catalogue of Life.